# Pniewo (jezioro w powiecie czarnkowsko-trzcianeckim)
Pniewo – jezioro w woj. wielkopolskim, w powiecie czarnkowsko-trzcianeckim, w gminie Krzyż Wielkopolski, leżące na terenie Równiny Drawskiej.

## Dane morfometryczne
Powierzchnia zwierciadła wody według różnych źródeł wynosi od 15,0 ha przez 16,1 ha do 16,87 ha (lustra wody) lub 18,14 ha (ogólna).
Zwierciadło wody położone jest na wysokości 51,9 m n.p.m. lub 53,4 m n.p.m. lub 53,9 m n.p.m. Średnia głębokość jeziora wynosi 2,0 m, natomiast głębokość maksymalna 3,4 m.

## Hydronimia
Według spisu opracowanego przez Komisję Nazw Miejscowości i Obiektów Fizjograficznych (KNMiOF) oraz według danych z państwowego rejestru nazw geograficznych urzędowa nazwa tego jeziora to Pniewo. W różnych publikacjach i na mapach topograficznych jezioro to występuje pod nazwą Lisie (z podaniem obocznej nazwy Pniewo), Przysieki Wschodnie lub Lisie.
Dane z państwowego rejestru nazw geograficznych podają oboczną nazwę tego jeziora: Jezioro Lisie oraz Lis.